# HELLO (沢田研二のアルバム)
『HELLO』（ハロー）は、日本の歌手である沢田研二の31作目となるオリジナル・アルバム。1994年12月14日に東芝EMI／イーストワールドよりリリースされた。

## 解説
本作は、コンサートツアー『REALLY LOVE YA!!ツアー』で共演した後藤次利によるプロデュース作品で、作詞に秋元康と松井五郎が参加し、HOUND DOGの八島順一と橋本章司が楽曲を提供している。また、後藤のプロデュースは本作のみで、翌年からセルフプロデュースとなる。
1994年からバックバンド「JAZZ MASTER」も形骸化し、以後、特定のバックバンドを置かなくなった。
5曲目の「卑怯者」は、沢田が司会を務めたTBS系『優雅なエゴイズム』のエンディングテーマとして使用された。
デザインは早川タケジが担当している。

## 収録曲
- 全編曲:後藤次利

1. HELLO
  - 作詞:秋元康／作曲:後藤次利
2. DON'T TOUCH
  - 作詞:松井五郎／作曲:田原音彦
3. IN BED
  - 作詞:松井五郎／作曲:吉田光
4. YOKOHAMA BAY BLUES
  - 作詞:八島順一・沢田研二／作曲:後藤次利・八島順一

「HELLO」のカップリング曲。
5. 卑怯者
  - 作詞:秋元康／作曲:後藤次利
6. RAW
  - 作詞:松井五郎／作曲:八島順一・橋本章司
7. ダーツ
  - 作詞:秋元康／作曲:沢田研二
8. Shangri-la
  - 作詞:沢田研二／作曲:吉田光
9. 君をいま抱かせてくれ
  - 作詞:松井五郎／作曲:沢田研二
10. 溢れる涙
  - 作詞:沢田研二／作曲:後藤次利・八島順一

## 参加ミュージシャン
| HELLO - BASS：後藤次利 - DRUMS：湊雅史 - GUITAR：大村憲司 - KEYBOARD：田原音彦 - CHORUS：坪倉唯子, 山根麻衣, 田原音彦 - SYNTH. OPERATION：木本靖夫 DON'T TOUCH - BASS：後藤次利 - DRUMS：濱田尚哉 - GUITAR：松原正樹 - KEYBOARD：田原音彦 - CHORUS：田原音彦 - SYNTH. OPERATION：木本靖夫 IN BED - BASS：後藤次利 - DRUMS：湊雅史 - GUITAR：松原正樹 - KEYBOARD：田原音彦 - SYNTH. OPERATION：菅原弘明 YOKOHAMA BAY BLUES - BASS：後藤次利 - DRUMS：湊雅史 - GUITAR：松原正樹 - KEYBOARD：田原音彦 - CHORUS：八島順一 (HOUND DOG), 坪倉唯子 - SYNTH. OPERATION：堀川満志 卑怯者 - BASS：後藤次利 - DRUMS：湊雅史 - GUITAR：松原正樹 - KEYBOARD：田原音彦 - SYNTH. OPERATION：堀川満志 | RAW - BASS：後藤次利 - DRUMS：湊雅史 - GUITAR：大村憲司, 八島順一 (HOUND DOG) - KEYBOARD：田原音彦 - CHORUS：坪倉唯子, 山根麻衣, 八島順一 (HOUND DOG), 沢田研二 - SYNTH. OPERATION：木本靖夫 ダーツ - BASS：後藤次利 - DRUMS：湊雅史 - GUITAR：大村憲司 - KEYBOARD：田原音彦 - CHORUS：坪倉唯子 - SYNTH. OPERATION：堀川満志 Shangri-la - BASS：後藤次利 - DRUMS：湊雅史 - GUITAR：松原正樹 - KEYBOARD：田原音彦 - SYNTH. OPERATION：木本靖夫 君をいま抱かせてくれ - BASS：後藤次利 - DRUMS：湊雅史 - GUITAR：松原正樹 - KEYBOARD：田原音彦 - SYNTH. OPERATION：菅原弘明 溢れる涙 - BASS：後藤次利 - DRUMS：湊雅史 - GUITAR：松原正樹 - KEYBOARD：田原音彦 - CHORUS：坪倉唯子 - SYNTH. OPERATION：菅原弘明 |